# Josefina Scaglione
Josefina Scaglione (Trelew, 5 de septiembre de 1987) es una actriz y cantante argentina. Es conocida principalmente por interpretar el papel de María Vásquez en el musical de Broadway West Side Story estrenada en 2009 en el Palace Theatre. Este rol le valió una nominación a los premios Tony como mejor actriz principal en un musical. También fue distinguida con el galardón a mejor actriz en un musical en los premios Theater World y en los premios del Círculo de Críticos de Nueva York, además de recibir una nominación a los premios Grammy en la categoría mejor álbum de teatro musical.

## Biografía
Scalgione nació el 5 de septiembre de 1987 en la ciudad chubutense de Trelew, sin embargo, creció desde sus cuatro años de edad en la ciudad de Rosario, Provincia de Santa Fe, y se interesó en la actuación desde pequeña tomando clases de canto con Graciela Mozzoni y de música, especialmente de piano, con Néstor Mozzoni, quien la hizo ingresar en el rosarino Coral Fisherton.

## Carrera profesional
Su primera actuación fue en Annie, en el Estudio de Comedias Musicales de Rosario, a los diez años de edad, y luego también recibió una beca en la escuela de Valeria Lynch por la cual al menos una vez a la semana, durante un tiempo, tuvo que viajar a la ciudad de Buenos Aires. Mientras cursaba la escuela secundaria, recibió una beca para el programa de arte de verano en la Universidad de Point Park en Pittsburgh, Pensilvania.
Luego de terminar de cursar la escuela secundaria, Scaglione se mudó a la ciudad de Buenos Aires y comenzó a trabajar como actriz en musicales. En Buenos Aires debutó en la Calle Corrientes como Amber Von Tussle en Hairspray, junto a Enrique Pinti. Además estudió danza en el estudio de Julio Bocca, y Mónica Capra fue su profesora de canto.
En 2008, el director Arthur Laurents, frustrado por no encontrar una actriz apropiada para el papel de María en su puesta en escena de West Side Story (Amor sin barreras), descubrió a Scaglione luego de que Federico Gonzáles del Pino en Buenos Aires le hiciera llegar la referencia de un clip en YouTube donde la actriz interpreta la composición Libertango de Astor Piazzolla. Laurents pidió a Scaglione que volara a la Ciudad de Nueva York para un casting, en el que inmediatamente recibió el papel, a pesar de ser una actriz desconocida en Estados Unidos.
Después de interpretar a María en el National Theatre de Washington D. C., Scaglione hizo se debut en Broadway en West Side Story en el Palace Theatre el 19 de marzo de 2009. Como María, Scaglione ganó el premio Outer Critics Circle of New York como actriz sobresaliente en un musical y el premio Theatre World Award, además de una nominación al Premio Tony a la Mejor Actriz Protagónica en un Musical. También recibió junto al elenco de la obra el Grammy al Mejor Cast Album. En 2012, participó como cantante invitada en el álbum Romance, de Fernando Otero, compositor, pianista y vocalista argentino que reside en New York, interpretando la pieza «Until The Dawn», que el compositor escribió especialmente para Josefina.
En Argentina, debutó en el musical Hairspray y a su regreso de Estados Unidos coprotagonizó el musical Anything Goes (Vale todo), por el cual fue galardonada con el premio Estrella de Mar en la cateogría revelación. También protagonizó el musical 50 sombras y lució su faceta más histriónica en la comedia 39 escalones en el teatro Picadilly. Entre los conciertos más importantes en los que participó figuran Entre miserables y fantasmas, como invitada de lujo, junto a Gerónimo Rauch en el teatro Maipo, donde interpretaron el épico dúo de El fantasma de la ópera, e hicieron un paso por algunas de las más reconocidas canciones de West Side Story.
Posteriormente, Scaglione participó del ciclo al aire libre Duetos, los elegidos y las elegidas, interpretando la pieza musical «Ave María» junto a Jairo, y actuó en el concierto de Broadway en Buenos Aires Next to casi normales en el Teatro Astral, cantando por primera vez en Argentina con su compañera de terna a los premios Tony, Alice Ripley. En televisión, participó en Estados Unidos como actriz invitada de la serie Fairly Legal, de la cadena ABC, y en Argentina fue coprotagonista en la novela Camino al amor e integró el elenco de la tercera temporada de Tu cara me suena por Telefe.
En su paso por Estados Unidos, Scalgione tuvo participación en cine, coprotagonizando la película Hairbrained junto a Brendan Fraser. En 2018, expuso en el Teatro El Círculo de Rosario su primera TED Talk, en la TEDxRosario.

## Filmografía

### Cine
| Año  | Título                    | Papel   | Dirección   |
| ---- | ------------------------- | ------- | ----------- |
| 2013 | HairBrained               | Camilla | Billy Kent  |
| 2025 | El beso de la mujer araña | Marta   | Bill Condon |

### Televisión
| Año       | Título             | Papel              | Notas                     |
| --------- | ------------------ | ------------------ | ------------------------- |
| 2009      | Niní               | Camila             |                           |
| 2010      | Contra las cuerdas | Mónica             |                           |
| 2011      | Peter Punk         | Carla              |                           |
| 2011      | Cuando me sonreís  | Alma Bernaldi      |                           |
| 2012      | Fairly Legal       | Claudia Alves      | Episodio: «Force Majeure» |
| 2013      | Solamente vos      | Leyla              |                           |
| 2014      | Camino al amor     | Florencia Ríos     |                           |
| 2015      | Tu cara me suena   | Participante       | Abandono voluntario       |
| 2015      | Entre canibales    | Susana Varela      |                           |
| 2017-2019 | Kally's Mashup     | Diana Abrankhausen |                           |

## Teatro
| Año       | Título                         | Papel             | Lugar                      |
| --------- | ------------------------------ | ----------------- | -------------------------- |
| 2007      | La cenicienta                  | Cenicienta        | Teatro El Círculo          |
| 2007      | Hairspray                      | Amber Von Tusle   | Teatro Astral              |
| 2009-2010 | West Side Story                | María Vásquez     | Palace Theatre             |
| 2009      | Pídele al tiempo               |                   | Palacio Barolo             |
| 2011      | Primeras damas del musical     | Ella misma        | Teatro Gran Rex            |
| 2013      | Vale todo (Anything Goes)      | Hope Hartcourt    | Teatro El Nacional         |
| 2013      | Borracho, un after musical     | «La que viene»    | Sala Siranush              |
| 2014      | Nosotros, los amantes          |                   | Centro Cultural 25 de Mayo |
| 2014      | Orlando, despierta             |                   | Sala Siranush              |
| 2015      | 50 sombras! el musical         | Anastasia Steele  | Teatro Picadilly           |
| 2015      | Los 39 escalones               | Varios            | Teatro Picadilly           |
| 2016      | Drácula, el musical            | Mina Murray       | Teatro Astral              |
| 2016      | Casi normales                  | Cantante          | Teatro Astral              |
| 2017      | Peter Pan, todos podemos volar | Wendy             | Teatro Gran Rex            |
| 2017-2018 | Lo único que hice fue jugar    | Adriana           | Espacio Callejón           |
| 2019      | Camarera                       | Jenna             | Teatro Metropolitan        |
| 2019-2020 | Happyland                      | Isabelita (joven) | Teatro San Martín          |
| 2021-2022 | Drácula, el musical            | Lucy Westenra     | Teatro Radio City          |
| 2023      | Elsa tiro                      | La renguita       | Teatro Regio               |
| 2024      | Chin Yonk ataca de nuevo       | La soprano        | Teatro Nacional Cervantes  |
| 2024-2025 | Mi amiga y yo                  | Valeria           | Paseo La Plaza             |

## Premios y nominaciones
| Año  | Organización               | Categoría                            | Trabajo                   | Resultado | Ref(s) |
| ---- | -------------------------- | ------------------------------------ | ------------------------- | --------- | ------ |
| 2009 | Premios Tony               | Mejor actriz principal en un musical | West Side Story           | Nominada  | [ 5 ]  |
| 2009 | Outer Critics Circle Award | Mejor actriz en un musical           | West Side Story           | Ganadora  | [ 6 ]  |
| 2009 | Theatre World Award        | Debut destacado en Brodway           | West Side Story           | Ganadora  | [ 7 ]  |
| 2010 | Premios Grammy             | Mejor álbum de teatro musical        | West Side Story           | Ganadora  | [ 8 ]  |
| 2014 | Premios Estrella de Mar    | Revelación                           | Vale todo (Anything Goes) | Ganadora  | [ 9 ]  |
| 2019 | Premios Hugo               | Mejor actriz                         | Camarera, el musical      | Nominada  | [ 10 ] |
| 2020 | Premios Hugo               | Mejor actriz de reparto              | Happyland                 | Ganadora  | [ 11 ] |
| 2021 | Premios Hugo               | Mejor actriz de reparto              | Drácula, el musical       | Ganadora  | [ 12 ] |
| 2022 | Premios ACE                | Mejor actriz en musical              | Drácula, el musical       | Ganadora  | [ 13 ] |
| 2024 | Premios Hugo               | Mejor actriz                         | Chin Yonk ataca de nuevo  | Nominada  | [ 14 ] |